# Basílica menor de Santiago Apóstol (Natá)
La Basílica Menor[cita requerida] de Santiago Apóstol o simplemente, Basílica de Natá, oficialmente declarada como Iglesia Parroquial de Natá, es un templo católico construido en lo que actualmente se conoce como Natá en la provincia de Coclé, República de Panamá. Su construcción fue iniciada en 1522 y se invirtieron más de cien años para su terminación. Terminada en el último tercio de siglo xvii y finales del siglo xviii, es considerada la obra arquitectónica cultural-religiosa de mayor significado histórico legada por los españoles a tierras panameñas.

## Historia

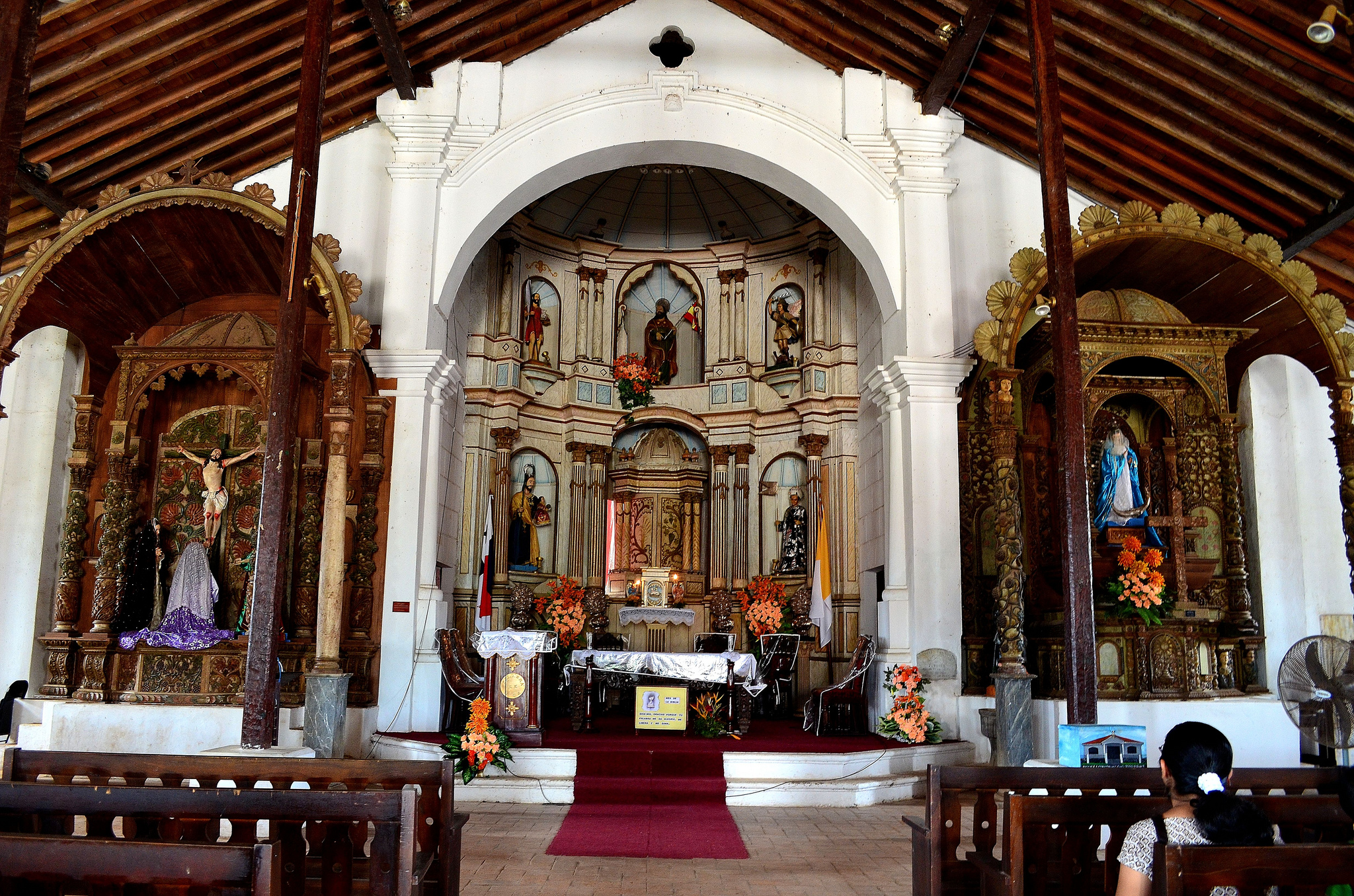
Interior de la Basílica de Santiago Apóstol.

La Basílica de Santiago Apóstol junto con dos capillas, la de La Soledad y de San Juan de Dios existían en Natá hasta fines del siglo xix, siendo la Basílica de Natá el templo principal.
Con la fundación de Natá en 1522 por el gobernador Pedro Arias Dávila, se señaló el sitio donde debía erigirse la iglesia parroquial.  Pedrarias dijo así: "...es mi intención y voluntad de hacer e principiar el dicho pueblo, especialmente dicha iglesia, en él pongo una cruz de madera en los dichos solares adonde se ha de fundar la dicha iglesia, la avocación de la cual declaro que sea y se llame señor Santiago, el cual suplico sea abogado e patrono e defensor e vecinos e pobladores de él para que siempre Nuestro Señor sea servido...".
La Basílica tenía cuatro campanas distinguidas con los nombres: Santísimo Sacramento y Purísima Concepción, San Joseph y Santa Roa y Santiago el Mayor, fundidas en 1690.  La cuarta fue un obsequio del obispo panameño, Monseñor Manuel Joaquín González, fundida en 1804.

## Conservación
En 1908 y en 1924 se promulgan leyes destinando dineros para conservar en buen estado la Basílica de Natá de manera que no se altere su aspecto ni se modifique de manera alguna el estilo de su construcción.

## Declaración como monumento histórico nacional

La Basílica Menor de Santiago Apóstol aparece en la bandera de Natá de los Caballeros.

La Ley promulgada en 1924 mencionaba de referencia que la basílica de Natá había sido declarada monumento histórico nacional por Ley 61 de 1918, sin embargo en 1918 solo se emitieron 34 leyes, y la Ley 61 de 1908 se hacía referencia a reliquias históricas nacionales en el enunciado de la Ley.  No es hasta 1941 mediante la Ley 68 donde la Asamblea Nacional decreta como monumento histórico nacional a la Iglesia Parroquial de Natá.